# Перламутровка красивая
Перламутровка красивая или перламутровка титания (лат. Clossiana titania) — вид бабочек из семейства нимфалид.

## Этимология латинского названия
Титания (греческая мифология) - титанида, дочь Титанов.

## Описание
Длина переднего крыла 19 - 24 мм. Размах крыльев 35-40 мм. Половой диморфизм выражен слабо. Верхняя сторона крыльев кирпично-красного либо оранжевого цвета, с чёрным рисунком, образованным из точек и штрихов. На задних крыльях на нижней стороне имеется бледное фиолетовое поле во внешней половине. Дискальная перевязь разбита на пятна желтоватого цвета. По краю крыла имеются чёрные лунки с круглым пятнышком на вершине. Нижняя сторона крыльев пёстрая - из оранжевых, белых, чёрных пятен и полосок.

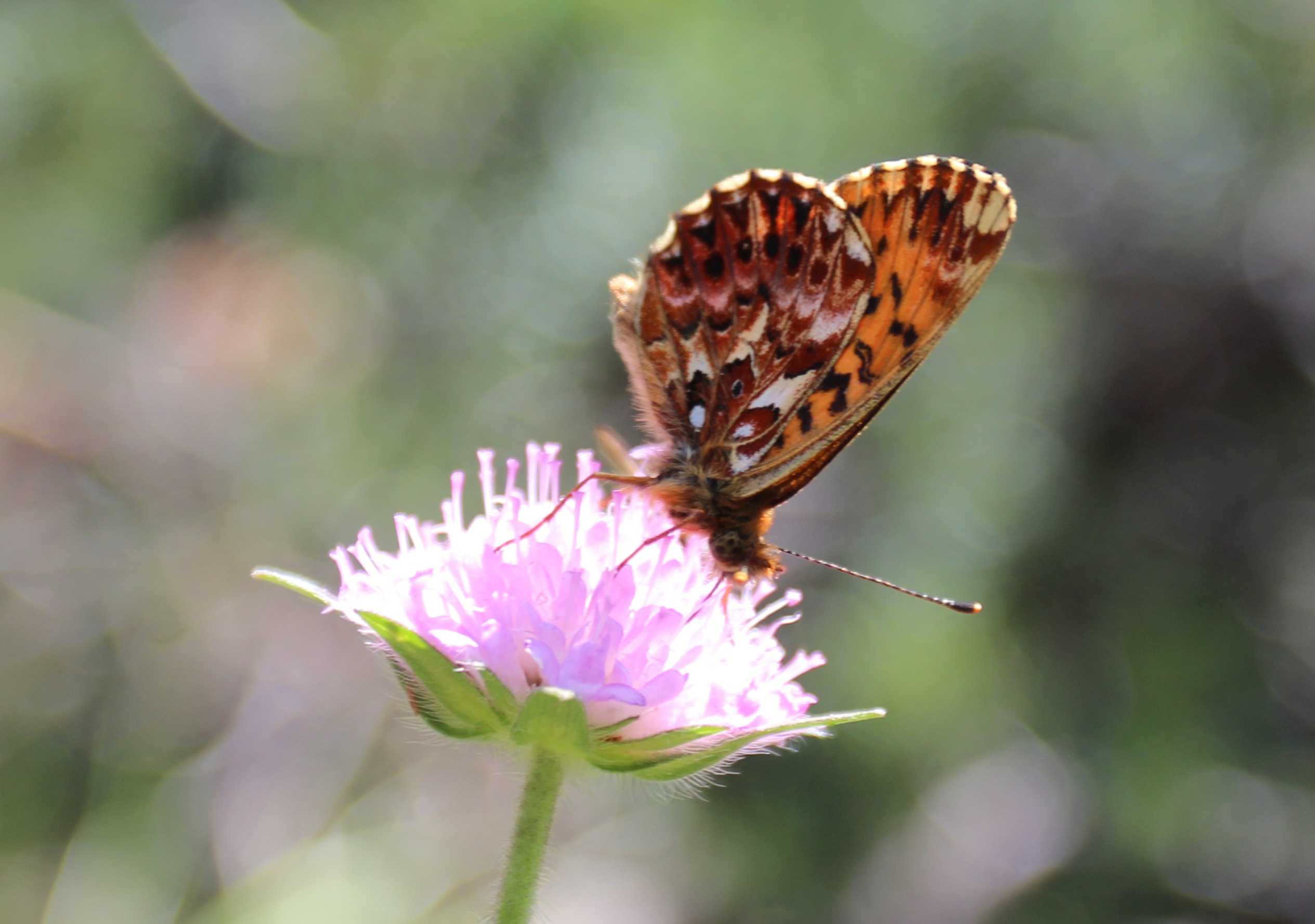
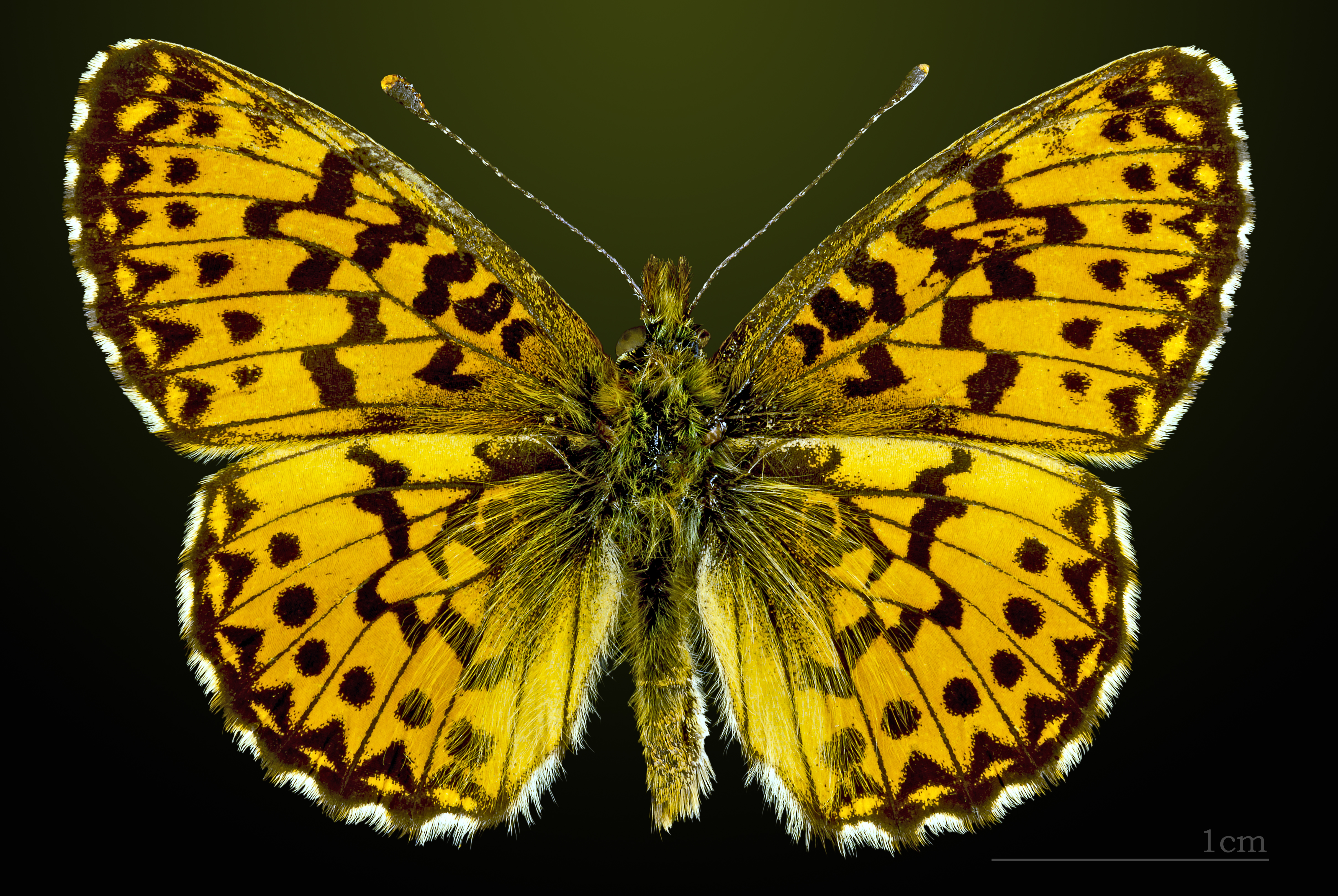
Перламутровка красивая
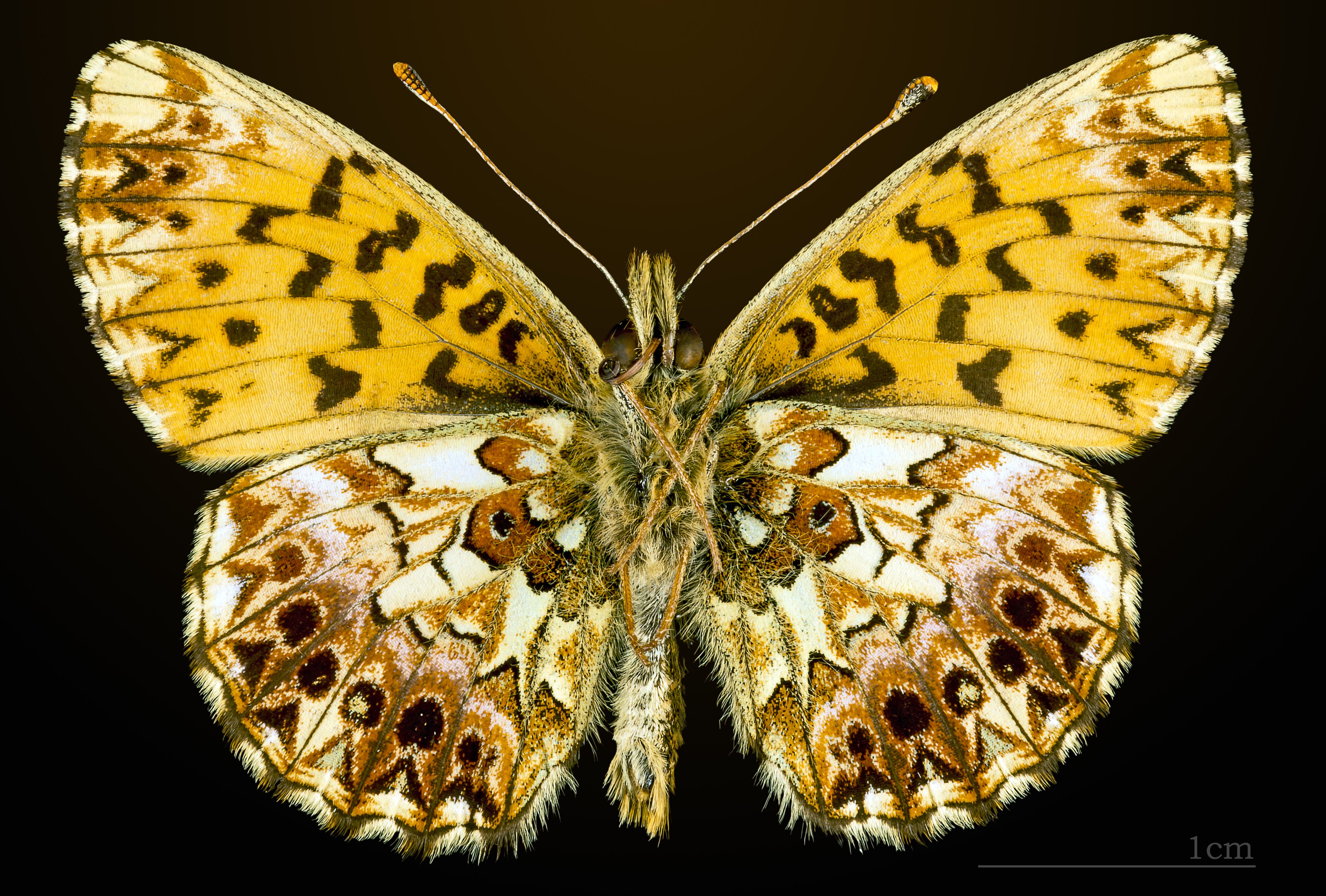
△ Перламутровка красивая

## Ареал
Умеренная Евразия, Северная Америка. Вымер на территории Польши, Словакии, и видимо Украины. В России вид локально встречается в лесном поясе от Карелии до Среднего и Южного Урала, на юго-востоке доходя до юга Волжской Возвышенности.
Населяет разнотравные увлажнённые луга, преимущественно в долинах рек, по сырым и умеренно увлажнённым лесным полянам и опушкам, на лесных заболоченных опушках, торфяных болотах и низинных лугах, примыкающих к ним.

## Биология
Бабочки встречаются локально. Развиваются в одном поколении за год. Время лёта бабочек в июне-июле. Гусеница развивается на различных травянистых растениях: змеевик большой, горец, фиалки, спорыш, клюква, черника, таволга, купальница. Зимует куколка. Окукливается головой вниз. Стадия куколки длится 12-14 дней

## Охрана
В Красной книге Международного союза охраны природы (МСОП) Перламутровка красивая имеет 3 категорию охраны (VU — уязвимый таксон, находящиеся под угрозой исчезновения в перспективе).
Включён в «Красную книгу Европейских дневных бабочек» с категорией SPEC3 — вид, находящийся на территории Европы под угрозой исчезновения.

## Подвиды
- Clossiana titania titania
- Clossiana titania bivina (Fruhstorfer, 1908)
- Clossiana titania miyakei (Matsumura, 1919)
- Clossiana titania staudingeri (Wnukowsky, 1929)